# دیو گرول
دیوید اریک "دیو" گرول (به انگلیسی: David Eric "Dave" Grohl) موزیسین راک، خواننده و ترانه‌نویس و نوازنده چند سازه آمریکایی است که بیشتر به خاطر نواختن درام در گروه گرانج نیروانا و همچنین وکال و گیتار گروه فو فایترز شناخته می‌شود. گرول بجز اینکه پروژه‌های شخصی فراوانی داشته و گروه‌های زیادی را رهبری کرده‌است با گروه‌های موسیقی دیگری مانند ناین اینچ نیلز، اسلش، ژولیت لوییس و … نیز همکاری کرده‌است. دیو گرول رهبر گروه فوفایترز یکی از موفق‌ترین گروه‌های راک سی سال اخیر جهان است که در هر دو کشور انگستان و آمریکا به موفقیت‌های چشمگیری دست پیدا کرده‌است.

## دوران جوانی
هنگامی که گرول سن کمی داشت خانواده او از اوهایو به اسپرینگفیلد، ویرجینیا نقل مکان کردند. سه سال بعد از این اتفاق والدین او از یکدیگر جدا شدند و گرول ادامه زندگی را مادرش زندگی کرد. در دوران کودکی او تحت تأثیر ساز درام قرار گرفت و به یادگیری این ساز پرداخت.
در دوازده سالگی گرول برای اولین بار گیتار به دست گرفت. او خیلی زود از یادگیری این ساز و به خصوص از درس‌های آن خسته شد و به این دلیل به صورت انفرادی در گروه‌های کوچک مدرسه کارش را ادامه داد.

## سابقه موسیقی

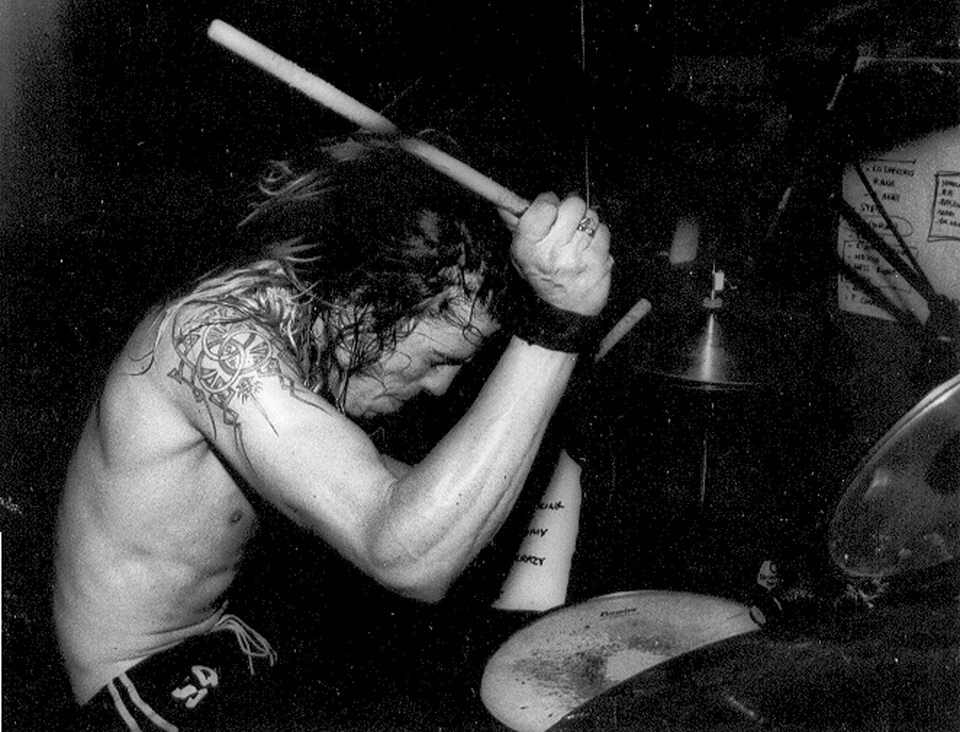
دیوید اریک "دیو" گرول در سال 1989

### اسکریم
در هفده سالگی گرول وارد گروه اسکریم شد که به دلیل اینکه درامر گروه جدا شده بود نیاز به درامر داشتند. برای اینکه گرول بتواند در گروه بخواند سن خود را به دروغ بیست سال گفت. گرول درحالی که امید چندانی به پذیرفته شدن در گروه نداشت اما به عضویت اسکریم درآمد.
هنگامی که گرول در اسکریم مشغول به کار بود باز آزبورن تعدادی از دوستان خود، کرت کوبین و کریست نووسلیچ را برای دیدن گروه آورد و این شروع رابطه گرول با نیروانا بود.

### نیروانا
چند ماه بعد گروه اسکریم از هم پاشید و گرول برای ادامه کار شماره تلفن کریست ناواسلیک را از آزبورن گرفت. کریست او را به سیاتل، واشینگتن دعوت کرد تا گرول بتواند از نزدیک کار نیروانا را که در آن هنگام گروه بزرگی نبود ببیند. (در مصاحبه‌ای که گرول با مجله رولینگ استون داشت گفت که هنگامی که به این اجرا رفت بیشتر وقت خود را صرف حرف زدن با یکی از دوستانش خارج از محل کنسرت کرده‌است. گرول خیلی سریع به عضویت گروه درآمد. هنگامی که گرول به نیروانا پیوست، گروه تعداد زیادی دمو از کارهایشان ضبط کرده بودند که برای اولین آلبومشان نیاز داشتند.
بعد از تور اروپا گروه در سال ۱۹۹۴ گروه تصمیم گرفت که یک دوره ضبط برای آهنگ‌های جدید تدارک ببیند. در بیشتر این گردهمایی‌ها کوبین غایب بود و به همین دلیل گرول و ناواسلیک بر روی آهنگ‌های تکی خود کار می‌کردند. در همین دوره بود که گرول تعدادی از کارهای اولیه گروه فو فایترز را نوشت که تعدادی از آن‌ها تبدیل به آهنگ‌های موفقی شدند. در آخرین روز ضبط کوبین به گروه پیوست و نیروانا آهنگ "You Know You're Right" را نوشت. این آخرین آهنگ استودیویی گروه بود.

### فو فایترز
بعد از مرگ کوبین در آوریل سال ۱۹۹۴ گرول دربارهٔ آینده کاری خود به شک افتاده بود. او ابتدا پانزده آهنگ دمو را استودیو اجرا کرد که تمامی سازهای این پانزده آهنگ را خود او می‌نواخت. بعد از ضبط این پانزده قطعه گرول تصمیم گرفت که دیگر به عنوان درامر در گروه‌های دیگر کار نکند و این در حالی بود که او اجراهای خوبی با گروه‌های مختلف داشت و نام او به عنوان جانشین درامر گروه پیرل جم به نیز به گوش می‌خورد. در نهایت گرول با دور هم جمع کردن نوازنده‌های مختلف توانست گروه خودش فو فایترز را پایه‌گذاری کند. به غیر از یک آلبوم تمام آلبوم‌های فوفیاترز توانست هم در چارت موسیقی بریتانیا و هم در بیلبورد آمریکا در تاپ تن برترین البوم‌ها قرار گیرد که این یک رکورد کم‌نظیر در موسیقی است.

## فیلم‌شناسی

### فیلم
| سال  | فیلم                                                | نقش                        | یادداشت‌ها         |
| ---- | --------------------------------------------------- | -------------------------- | ----------------- |
| ۱۹۹۲ | ۱۹۹۱: سال شکست پانک                                 | خودش                       | مستند             |
| ۱۹۹۶ | پرونده‌های ایکس: «هل دهنده»                          | مردی که در راهرو راه می‌رود | کامئوی ذکرنشده    |
| ۲۰۰۰ | آیا هنوز پاییز شده؟                                 | دانیل داتسون               | صداپیشه           |
| ۲۰۰۵ | آلبوم‌های کلاسیک: Nirvana – Nevermind                | خودش                       | مستند             |
| ۲۰۰۶ | تینیشس دی در پیک سرنوشت                             | شیطان                      | درام، آواز، گیتار |
| ۲۰۱۰ | لمی                                                 | خودش                       | مستند راک         |
| ۲۰۱۱ | ماپت‌ها                                              | انیمول                     | کامئو             |
| ۲۰۱۱ | فو فایترز: عقب و جلو                                | خودش                       | مستند راک         |
| ۲۰۱۲ | به نور کمی نگاه کن: جشنی از موسیقی و میراث باب مولد | خودش                       | درام، آواز، گیتار |
| ۲۰۱۲ | بد برینز: گروهی در دی سی                            | خودش                       | مستند             |
| ۲۰۱۳ | شهر صدا                                             | کارگردان                   | مستند             |
| ۲۰۱۳ | نمایش مرگ و رستاخیز                                 | خودش                       | مستند             |
| ۲۰۱۳ | فیلمیج: داستان فرزندان/همه                          | خودش                       | مستند             |
| ۲۰۱۴ | روزهای سالاد                                        | خودش                       | مستند             |
| ۲۰۱۴ | ائتلاف چاودار: داستان شانس سخت ۵                    | خودش                       | مستند             |
| ۲۰۱۵ | کرت کوبین: مونتاژ گجسته                             | خودش (فیلم آرشیوی)         | مستند             |
| ۲۰۱۵ | همه چیز باید بگذرد                                  | خودش                       | مستند             |
| ۲۰۱۶ | عصر صحرا: تاریخچه صحنه راک اند رول                  | خودش                       | مستند             |
| ۲۰۱۶ | داستان اسمارت استودیوز                              | خودش                       | مستند             |
| ۲۰۱۸ | حادثه صنعتی: داستان وکس تراکس! سوابق                | خودش                       | مستند             |
| ۲۰۲۰ | بیل و تد چهره موسیقی                                | خودش                       | Cameo             |
| ۲۰۲۱ | من در گروه هستم                                     | خودش                       | مستند             |
| ۲۰۲۲ | استودیوی ۶۶۶                                        | خودش                       | فیلم ترسناک       |

### تلویزیون
| سال  | مجموعه تلویزیونی                          | نقش                  | یادداشت‌ها          |
| ---- | ----------------------------------------- | -------------------- | ------------------ |
| ۱۹۹۶ | شبح فضایی ساحل به ساحل                    | خودش                 |                    |
| ۲۰۰۶ | بال غربی                                  | خودش                 | اجرای آواز و گیتار |
| ۲۰۱۳ | تاریخ مست                                 | مافیای ممفیس         |                    |
| ۲۰۱۳ | ماجراهای پرتقال آزاردهنده با فروکتوز بالا | خودش                 |                    |
| ۲۰۱۳ | چلسی اخیر                                 | خودش                 | میزبان مهمان       |
| ۲۰۱۴ | بزرگراه‌های صوتی                           | خودش                 |                    |
| ۲۰۱۴ | خارج از میدان دید                         | خودش                 |                    |
| ۲۰۱۵ | ماپت‌ها                                    | خودش                 |                    |
| ۲۰۱۶ | تاریخ مست                                 | نماینده کنگره آمریکا | قسمت: «Hamilton»   |
| ۲۰۱۷ | جیمی کیمل لایو!                           | خودش                 | میزبان مهمان       |
| ۲۰۱۹ | سسمی استریت                               | خودش                 | اجرای آواز و گیتار |
| ۲۰۲۱ | از گهواره تا صحنه                         | میزبان               |                    |